# Чиампи, Игнацио
Чиампи или Чампи (Игнацио Ciampi) (1824—1880) — итальянский поэт и историк, профессор новой истории в римском университете.
Поэтические произведения Чиампи: «Imitazione delle poesie russe di Alessandro Pouschine» (1855); «Poesie varie», поэма «Stella» (1858), «Nuove poesie» (1861). Чиампи принадлежит также труд по истории итальянской драматической литературы: «La commedia italiana» (Рим, 1880). Из его исторических сочинений главные:
- «Storia moderna dalla scoperta dell’ America alla pace di Westfalia» (1881—83);
- «Innocenzo X e la sua corte. Storia. di Roma dal 1644 al 1655» (Рим, 1878);
- «La citta etrusca» (1866);
- «Vita di Paolo Mercuri incisore» (2 изд., 1879);
- «Della vita e delle opere di Pietro della Valle il Pellegrino» (1880);
- «I Cassiodori nel V e nel VI secolo» (1876).